# Gruppo di NGC 1209
Il Gruppo di NGC 1209 (o Gruppo di NGC 1199) è un piccolo gruppo di galassie situato prospetticamente nella costellazione di Eridano alla distanza di 129 milioni di anni luce dalla Terra.
Il gruppo costituito da sei galassie, prende il nome dalla galassia ellittica NGC 1209 ed è uno dei gruppi che compongono il Muro della Fornace (o Southern Supercluster).

## Principali galassie del gruppo
| Nome     | Tipo      | R.A.          | DEC          | Distanza M di a.l. | Redshift (z) | Nomi alternativi         | Immagine |
| -------- | --------- | ------------- | ------------ | ------------------ | ------------ | ------------------------ | -------- |
| IC 276   | S0^0^ pec | 02h 58m 41.0s | -15° 42′ 11″ | 2929 ± 21          |              |                          |          |
| NGC 1114 | SA(r)c    | 02h 49m 07.2s | -16° 59′ 36″ | 3468 ± 4           |              |                          |          |
| NGC 1189 | SB(s)dm   | 03h03m24.5s   | -15°37'24"   | 105                | 0,008486     | MGC-03-08-016, PGC 11503 |          |
| NGC 1199 | E3        | 03h03m38.4s   | -15°36'48"   | 106                | 0,008573     | MCG-03-08-067, PGC 11527 |          |
| NGC 1209 | E6        | 03h06m03.0s   | -15°36'41"   | 108                | 0,008673     | MCG-03-08-073, PGC 11638 |          |